# لويس ناثانيل دي روتشيلد
لويس ناثانيل دي روتشيلد (بالألمانية: Louis Nathaniel von Rothschild)‏ هو مصرفي ورائد أعمال نمساوي، ولد في 5 مارس 1882 في فيينا في النمسا، وتوفي في 15 يناير 1955 في مونتيغو باي في جامايكا.